# Бојан Цвјетићанин
Бојан Цвјетићанин (Љубљана, 6. јануар 1999) словеначки је певач, текстописац, композитор и глумац српског порекла. 

## Биографија
Бојан је дипломирани социолог, звање је добио на Факултету друштвених наука. Иако сам наводи да је његово порекло компликовано, оба родитеља су Срби и лекари су по професији. Зову се Бранко и Снежана Цвјетићанин. Снежана је из Бања Луке, делом из Лебана, а Бранко, из Личког Петровог Села, с једне стране, и из Хрватске и Словеније, с друге стране. У Словенију породично долазе за време ратова деведесетих година. Бојан има рођену сестру Тијану, која је дипломирани правник.
Почиње да се бави музиком са Мартином Јурковичем, комшијом и другом из детињства, од када су имали 12 година. Први наступ био им је на уличној свирци под називом No Name. Од 2010. године био је вокал и гитариста групе Апокалипса. Бенд се бавио ауторским песмама, али и обрадама.
Године 2014. Бојан је објавио своју песму Њен корак, за коју је сам писао музику и текст. Касније са Омаром Набером објављује баладу Aleppo, чији је такође аутор. Бојан је ову баладу написао инспирисан војним сукобима у Сирији и страдањима цивилног становништва. Наступао је на интимном концерту 1 на 1, заједно са Штрасом.
Потом је оформљен нови бенд Joker Out, чији је Бојан фронтмен. Joker Out настаје као средњошколски бенд 2016. године. Победили су на такмичењу студентских бендова Шпил лиге у Кину Шишка, што је био велики искорак у каријери овог бенда на словеначкој музичкој сцени. Такмичили су се на Песми Евровизије 2023. године са песмом Carpe Diem. На другом албуму Демони, бенд има две песме на српском језику. Најновији сингл је на енглеском, а текстови су углавном писани од стране Бојана, са изузетком када су у питању песме Допамин и НГВОТ.
Био је водитељ на словеначком националном избору ЕМА за Песму Евровизије 2022. године.
Течно говори и словеначки и српски језик. Такође говори шпански и енглески.
Глумио је у филму Некеј сладкега и серији Господ професор.

## Дискографија

### Соло синглови
- Њен корак (2014)
- Aleppo (2017)
- Јст мам сам себе рд (2020)
- Весоље (2022)

### Са бендом Joker Out
Детаљније: Joker Out